# Crazy World
Crazy World е единадесетият студиен албум на германската рок група „Скорпиънс“, издаден на 6 ноември 1990 г. от „Мъркюри Рекърдс“. Преди издаването му, групата прекратяват договора си с мениджъра Дейвид Кребс и през 1989 г. с „И Ем Ай Рекърдс“, които разпространяват албумите им на различни световни пазари. Поради тази причина, албумът е първият издаден от „Полиграм“, компанията майка на „Мъркюри Рекърдс“. За мястото на продуцента Дитер Диркс се спряга името на Брус Феърбеърн, но заради вече поети ангажименти от канадеца, се стига до наемането на американеца Кийт Олсън.
Записването на албума се осъществява в Лос Анджелис, но вокалните части са изпълнени в Хилверсум, поради факта, че вокалистът Клаус Майне страда от алергия към фибростъклото, което е монтирано по стените на сградата на Кийт Олсън. Преместването на техниката от Германия в Лос Анджелис и след това в Амстердам до Хилверсум увеличава значително производствените разходи. Към основните композитори Клаус Майне, Рудолф Шенкер и Херман Раребел, този път към тях се присъединяват китаристът Матиас Ябс и за първи път басистът Франсис Буххолц. Чрез намесата на Брус Феърбеърн, музикантите получават помощ от Джим Валанс, който е съавтор на 7 от 11-те песни. Crazy World е последният албум записан от класическия състав на „Скорпиънс“, след като през 1992 г. Франсис Буххолц напуска групата.
След като е издаден, албумът получава положителни отзиви от специализираната преса, която подчертава главно качеството на песните и работата на Кийт Олсън и Джим Валанс, които донасят ново излъчване на групата. Crazy World постига добри позиции в музикалните класации на различни страни в Европа, като достига до върха в Германия, Австрия, Гърция и Португалия и влиза в първите десет в Дания, Финландия, Франция, Унгария и Италия. В Съединените американски щати, както и в Канада и Обединеното кралство, той заема умерени позиции. Въпреки това, Crazy World е най-успешният им албуми с десетки „златни“ и „платинени“ сертификати, предоставени от различни организации и се изчислява, че продажбите му надхвърлят седем милиона копия в световен мащаб.
За популяризирането на Crazy World, са издадени пет сингъла всеки с видеоклип в период от две години: Tease Me Please Me, Don’t Believe Her, Hit Between the Eyes и „мощните балади“ Send Me an Angel и Wind of Change. Последният сънгъл е най-успешният, след като влиза в класациите на 78 държави, а в много от тях достига първо място и до 2019 г. е продаден в 15 милиона бройки, което го прави един от най-продаваните сингли в света. През ноември 1990 г. „Скорпиънс“ започват Crazy World Tour, а това им позволяват да свирят за първи път в Гърция, Босна и Херцеговина и Югославия. С повече от 180 представления в градове в Европа, Северна Америка и Япония, турнето завършва на 7 декември 1991 г. в Осака.

## Описание
По време на продължителните записи на Savage Amusement, които отнемат около две години и половина, отношенията между „Скорпиънс“ и продуцента Дитер Диркс преминават през разпад поради несъгласия относно посоката, в която трябва да поеме албумът. Основната причина е, че Дитер Диркс иска да копира продуцентския стил на албума Hysteria на „Деф Лепард“, издаден през 1987 г. Освен това, ръководството на „Полиграм“, компанията майка на „Мъркюри Рекърдс“, ги принуждава да включат елементи от глем метъла в звука си, поджанр на хевиметъл, който преобладава на американския пазар по това време. Тези факти са отразени в композиционния стил и Savage Amusement е „пълен с клишета и натрапена музика“. След издаването му на 16 април 1988 г., албумът слага край на продължителните работни взаимоотношения на групата с продуцента и е последната им продукция, издадена в Европа от звукозаписната компания „Харвест Рекърдс“. Също така, през август 1988 г., преди да започнат втората си обиколка в Северна Америка в рамките на Savage Amusement Tour, групата прекратява договора с мениджъра си Дейвид Кребс и подписва с фирмата на Док Макгий.
През втората половина на април 1988 г. „Скорпиънс“ стават първата хевиметъл група която свири в СССР, след изнесени десет последователни концерта в Ленинград. Това мотивира Док Макгий и съветския промоутър Стас Намин за организирането на „Московския музикален фестивал на мира“, проведен на 12 и 13 август 1989 г. на Централния стадион „Ленин“, където освен германците, участват „Синдърела“, „Скид Роу“, „Мотли Крю“, Ози Озбърн, „Бон Джоуви“ и „Горки Парк“. Групите участват и в благотворителния албум Stairway to Heaven/Highway to Hell, записан в подкрепа на фондацията „Мейк а Дифрънс“, с послание срещу злоупотребата с наркотици и алкохол. В тази продукция „Скорпиънс“ правят кавър на песента Can't Explain на „Ху“. През ноември 1989 г. „И Ем Ай Рекърдс“ и „Мъркюри Рекърдс“ издават компилацията Best of Rockers 'n' Ballads, чийто списък включва и Can't Explain. Избран като основен сингъл от компилацията, песента включва и видеоклип, режисиран от Уейн Ишам, записан в черно и бяло. Албумът постига добри позиции и отлични продажби в някои страни, и отличен със „златен статус“ в Германия, Финландия, Швейцария и Канада, докато в Съединените американски щати постига „платинен“.
В края на 1989 г. групата решава да започне записите на нов студиен албум, но процесът се забавя, защото „Скорпиънс“ нямат музикален продуцент. Първоначално те се свързват с Брус Феърбеърн, с когото записават Can't Explain, но въпреки факта, че канадецът проявява интерес да работи с тях, поетите му вече ангажименти към „Ей Си/Ди Си“ принуждават групата да потърси друга възможност. В търсенето на идеалния продуцент, те се запознават с Кийт Олсън чрез офиса на „Полиграм“ в Ню Йорк и въпреки че той наскоро приключва с продуцирането на друг албум, приема предложението на групата и подписва продуцентски договор с германците. Барабанистът Херман Раребел казва, че се спират на него, след като харесват работата му по едноименния албум на „Уайтснейк“ от 1987 г.

## Записване
Записването започва през 1990 г. в Лос Анджелис, Калифорния, в собственото студио на Кийт Олсън. Цялото оборудване на групата е докарано от Германия и пристига на паркинга на студиото. Продуцентът коментира, че е изненадан от количеството неща, които носят със себе си, включително около петдесет китари, между 10 и 12 баса, 15 огромни тонколони и „всеки педал, който можете да си представите“. Тъй като само част от оборудването се побира в заграждението, почти половината се съхранява в близкия магазин, който наемат. Кийт Олсън си спомня, че в крайна сметка използват усилватели „Маршал“ и „Хайуат“, само два инфинити кабинета, един за Матиас Ябс и един за Рудолф Шенкер, и половината барабанен комплект, използван от Херман Раребел.
Записите в Лос Анджелис отнемат 6 седмици, въпреки че музикантите пристигат в Съединените американски щати 3 седмици преди това, за да обиколят част от тази страна и Канада. Завършването на сновните песни отнема седмица и половина, а по-късно презаписват всички китарни партии. Кийт Олсън казва, че Матиас Ябс е „страхотен“, „времето му е грандиозно“ и „той закова ритмичните части“, докато работата на Рудолф Шенкер е по-трудна, „защото той трябваше да бъде абсолютно перфектен“. Клаус Майне обаче настоява да запишат вокалните части в друго студио, защото е алергичен към фибростъклото, което покрива стените на сградата. Продуцентът смята, че вземат това решение, защото искат да бъдат по-близо до семействата си и използват алергията на Майне като претекст. Поради тази причина „Полиграм“ избира студио в Хилверсум, Нидерландия, което притежават. След шест седмици в комплекса на Кийт Олсън, целият екип опакова инвентара в контейнер и го изпращат към Ню Йорк и оттам до Амстердам. Според басиста Франсис Буххолц цялата тази логистика увеличава значително производствените разходи.
След като и групата пристига в студиото в Хилверсум, отнема около седмица да настроят оборудването и да се адаптират към новото съоръжение. Десет дни по-късно записват вокалните части. Франсис Буххолц коментира, че запазват всички барабанни и бас партии записани в Лос Анджелис, докато в Хилверсум записват всички вокали и презаписват някои китарни части. И на двете места музикантите използват свои собствени инструменти, въпреки че в Лос Анджелис Херман Раребел използва оборудване, което Кийт Олсън притежава. След като записите приключват, миксирането на песните се прави от продуцента, звуковия инженер Ервин Муспер и асистент инженера Шей Бейби. Crazy World е последният албум на „Скорпиънс“, записан с техния класически състав, защото Франсис Буххолц напуска групата през 1992 г.

## Композиране
Преди Кийт Олсън да потвърди, че ще бъде техен продуцент, групата се среща с Брус Феърбеърн в Лос Анджелис и той ги запознава с Джим Валанс, с идеята да им помогне в процеса на писане на песни. „Скорпиънс“ вече имат някои написани песни дотогава и Джим Валанс първоначално поема ангажимент да направи някои промени в текстовете. В крайна сметка той става съавтор на 7 от 11-те песни в албума. Според Кийт Олсън участието на Джим Валанс е подходящо, защото им помага да подобрят текстовете си, тъй като музикантите са германци и английският език не е техен, заявявайки, че имат добри песни, но са написани на „германо-английски“ език. Дотогава композиторският екип на групата е съставен от Клаус Майне, Рудолф Шенкер и Херман Раребел, но в този случай Матиас Ябс и Франсис Буххолц също се включат в творческия процес. Матиас Ябс казва, че Франсис Буххолц е по-напрегнатият от двамата и изпраща „три добри песни“, но само една от тях е в албума.
Според Бари Вебър от сайта „Олмюзик“, песните „са по-тежки и по-малко бляскави“ от тези в Savage Amusement, докато критикът Мартин Попоф коментира: „той е по-дълъг, по-амбициозен и по-добър“ от този албум, със звук, който е тенденция по това време. Матиас Ябс отбелязва, че писането на песни отразява новата мотивация, която имат след раздялата с Дитер Диркс. Албумът започва с „тежък, последователен метъл“ на Tease Me Please Me, където Матиас Ябс допринася с музиката, а Майне и Раребел написват текста. Това е една от песните, показани на Джим Валанс през януари 1990 г., която има друго заглавие и припев, който не се харесва на канадеца и той създава нов. Част от екипа на „Фонограм“ от Европа и „Полиграм“ от Ню Йорк си сътрудничат във вокалите на песента. Според Мартин Попоф, Don't Believe Her демонстрира специфичната „германска страна“ на групата, стил, притежаван и от техните сънародници от „Аксепт“. To Be With You in Heaven има „тъмна атмосфера“ и различна, подобна на Crossfire или As Soon As the Good Times Roll от Love at First Sting от 1984 г.; „песен бавна, не бързаща да впечатли, но класна“.
Wind of Change е първата песен на групата, написана изцяло от Клаус Майне, чиито текстове разказват неговите преживявания в Ленинград през 1988 г. и в Москва през 1989 г., по време на Savage Amusement Tour. Подсвиркването, с което започва и свършва песента, първоначално довежда до спорове с ръководителите на „Мъркюри Рекърдс“. Смятана за „мощна рок балада“, тя се превръща в техния „най-голям хит“ и „световен химн“. В песента Рудолф Шенкер изпълнява солото на китарата вместо Матиас Ябс, а гост-изпълнител е студийният музикант Коен ван Баал, изпълняващ клавишни инструменти. Restless Nights е „по-силна“ и повтаря „точната точка“ на To Be With You in Heaven и „германското настроение“ на Don’t Believe Her, но в своя анализ Мартин Попоф посочва, че „достига до аристократично ниво на мелодична сериозност, което може да бъде постигнато само от континентална европейска група“. Lust or Love е завръщане към звуковия стил на Savage Amusement (1988), но „с изтънчено чувство за мелодия, родено от опит“. Клаус Майне за разлика от обикновено, композира музиката и заедно с Херман Раребел и по-късно с помощта на Джим Валанс, завършва написването на текстовете. Kick After Six е единствената от трите композиции на Франсис Буххолц, включена в албума. Заедно с Джим Валанс той композира музиката, докато текстът е създаден от Джим Валанс, Клаус Майне и Херман Раребел. Мартин Попоф посочва, че въпреки че има някои приемливи стихове, припевът напомня глем рок.
Hit Between the Eyes е хевиметъл, чийто стих в куплета напомня за парти стила на групи като „Мотли Крю“, но „изненадващо припевът е меланхоличен и клони към европейското“. Рифът на Money and Fame е композиран от Матиас Ябс с китарното соло, което може да се чуе преди това в The Zoo, наред с други песни. Мартин Попоф я определя като „готина рок песен“, сравнима с China White от Blackout (1982). Crazy World е тежък хардрок, написан, за да бъде пеен от публиката, тъй като „неговата стена от китари се срива в много запомнящ се модел от низходящи акорди, когато дойде време за припева.“ За да подчертае допълнително този раздел, групата кани допълнителни музиканти, за да изпеят фразата: „в един луд, луд свят, това е луд, луд свят, на този луд, луд свят“. Албумът завършва с „мощната балада“ Send Me an Angel, написана от Клаус Майне и Рудолф Шенкер, където основателят на „Скорпиънс“ отново изпълнява солото на китара, докато Джим Валанс свири на клавиши.

## Обложката
Първото концептуално изображение за обложката е снимка на гола жена върху покрит със скорпиони хълм. Клаус Майне обаче коментира, че се отказават от него, защото са отегчени от сексуалната тема и искат този албум да започне нова глава в кариерата им, включително и в избора на обложки на албумите им. След това групата се среща с германския художник Себастиан Крюгер, след като вижда неговите карикатури на „Ролинг Стоунс“ в списание „Щерн“. Музикантите посещават германеца в апартамента му и заедно правят подобрения на първоначалните рисунките, като преразглеждане на размера на носа и обиколката на включените силуети. В замяна, групата го кани в студиото, докато записват Tease Me Please Me. След като обложката е завършена, звукозаписната компания я отхвърля, защото не я смята за достатъчно силна за обложка на този запис.
Всичко това принуждава групата да се обърне към фирма „Хипнозис“, която вече създава обложките на два предишни техни албума Lovedrive от 1979 г. и Animal Magnetism от 1980 г. Заедно с дизайнерския екип на „Холивуд енд Лондон“, Обри Пауъл създава изображение, което включва ръка в точния момент, в който тя е на път да вкара ключ във врата, докато от дясната страна вратата вече е отворена. Дясната част на изображението е част за обложката на сингъла Wind of Change, издаден в седем инчов формат във Франция.

## Издаване
Crazy World е издаден на 6 ноември 1990 г. от „Мъркюри Рекърдс“ за целия свят, с изключение на Обединеното кралство, където е издаден от „Въртиго Рекърдс“. Това е първото произведение на групата, издадено ексклузивно от „Полиграм“, след като до 1989 г. разпространението на техните записи извън Съединените американски щати се извършва от „И Ем Ай Рекърдс“. Първоначално „Полиграм“ обмисля да издаде албума на 23 октомври, но на 1 септември „Кешбокс“ публикува новина, че албумът все още няма заглавие. Restless Night е едно от вероятните заглавия, но Херман Раребел предлага Crazy World, след като вижда президента Джордж Х. У. Буш да казва по американската телевизия: „Трябва да осъзнаете, че живеем в луд свят, живеем в луд свят“. Барабанистът изразява мнение, че последните две думи имат смисъл, когато се вижда социалната и политическа ситуация, през която преминават Германия и Европа, поради падането на Берлинската стена.

## Представяне

### Албум
След като е издаден, Crazy World постига отлични позиции в основните музикални класации, най-вече в континентална Европа. На 19 ноември 1990 г. дебютира под № 53 в Германия, а за седмицата от 22 юли 1991 г. е на първо място и остава седем последователни седмици на върха, преди последно да бъде в класацията като № 86 на 25 февруари 1992 г., което означава общо 78 седмици в нея. През първата половина на 1991 г. само в Германия са продадени 700 000 копия от него. Преди края на същата година Федералната асоциация на музикалната индустрия го сертифицира като двойно платинен, което представлява един милион продадени копия. През януари 1992 г. „Билборд“ съобщава, че това е един от трите най-успешни албума в Германия през последните дванадесет месеца, заедно с Joyride на „Роксет“ и Serious Hits... Live! от Фил Колинс. До 29 февруари 1992 г. продажбите му в Германия надхвърлят милион и половина бройки и така албумът става единственото германско метъл произведение, което постига поне един златен запис през последните дванадесет месеца в тази страна.
Crazy World също достига до челната позиция в Австрия, Гърция и Португалия. Във Франция той достига № 2 в националната класация и през 1991 г. е един от петте най-успешни албума в тази страна. През същата година Националният синдикат на фонографските издателства му присъжда платинен запис, представляващ 300 000 продадени копия. До 2018 г. френската компания „Инфодиск“ оценява продажбите на Crazy World в тази страна на 394 400 бройки, без да взема предвид стрийминга. На 21 юли 1991 г. той достига № 3 в Швейцария и остава 63 последователни седмици в класацията. Продажбите в Швейцария нарастват постепенно и Международната федерация на фонографската индустрия първо го сертифицира като златен през 1990 г., година по-късно като двойно платинен през 1991 г. и през ноември 1993 г. като тройно платинен за продадени повече от 150 000 бройки. Във Финландия той достига № 4 и през 1991 г. е отличен от Международната федерация на фонографската индустрия със златен сертификат. По същия начин организацията оценява продажбите на албума на 40 716 в средата на 00-те години на 20-и век във Финладния.
В останалите европейски страни, като Дания, Унгария, Италия, Норвегия, Нидерландия и Швеция Crazy World достига сред първите десет. За разлика от континентална Европа, в Обединеното кралство той достига № 27 в „Ю Кей Албумс Чарт“ в Обединеното кралство и прекарва общо седем седмици в класацията. За повече от 60 000 продадени бройки Британската фонографска индустрия му присъжда сребърен статус на 1 ноември 1991 г. Crazy World е единственият албум на групата, който има сертификат от звукозаписна компания в Обединеното кралство. В класацията „Топ 100 Албуми“ в Европа, разработена от общоевропейското списание „Мюзик енд Медия“, албумът дебютира на 24 ноември 1990 г. на 80-та позиция. През седмицата на 7 септември 1991 г. той достига № 3 в гореспоменатата класация, като най-висока позиция. Последната му поява в европейската класация е на 29 февруари 1992 г. под № 99, което отбелязва общо 64 седмици в нея. В годишната класация на „Мюзик енд Медия“, „Скорпиънс“ завършват № 1 за изпълнители по албум, Crazy World е вторият европейски албум от 1991 г. след Joyride на „Роксет“ и най-продаваният германски запис за годината.
В Съединените американски щати на 6 юли 1991 г. Crazy World достига № 21 в „Билборд 200“ и прекарва общо 73 седмици в класацията и е първият студиен албум на групата след Blackout от 1982 г., който не влиза в първите десет на най-продаваните албуми в страната. На 15 декември 1990 г. той достига № 17 в „Топ 200 Албуми“ на „Кеш Бокс“. Въпреки това през юли 1991 г. Асоциацията на звукозаписната индустрия в Америка му присъжда платинен статус, а на 7 август 1995 г. двойно платинен за продажба на повече от два милиона копия. Това го позиционира като втория най-продаван студиен албум на „Скорпиънс“ в Съединените американски щати, след Love at First Sting от 1984 г. В Канада той достига № 20 в „Топ 100 Албуми“ и на 18 септември 1991 г. Канадската асоциация на звукозаписната индустрия го сертифицира като двойно платинен за 200 000 продадени копия.
В останалата част от света, успехът е също умерен, след като достига № 39 в Япония и № 49 в Австралия. В Мексико Мексиканската асоциация на производителите на фонограми и видеограми му присъжда златен статус за продажба на повече от 100 000 копия. Също така до 22 август 1992 г. продажбите на албума в Югоизточна Азия надхвърлят 400 000 копия. През август 1993 г. само в Малайзия и Сингапур те вече надхвърлят 200 000 единици. Crazy World е един от шестте албума на „Полидор“, които надминават бариерата от три милиона продадени копия през 1991 г., цифра, която до февруари 1992 г. надхвърля шест милиона. С няколко златни и платинени награди, получени от различни звукозаписни организации, Crazy World е най-продаваният албуми в историята на „Скорпиънс“, като до октомври 1993 г. продажбите му надхвърлят седем милиона бройки. Кийт Олсън коментира: „Те („Полидор“ и ръководството) искаха да бъдат много успешни в търговско отношение и това е, което им дадохме. Мисля, че продадохме осем и половина милиона единици.“

### Сингли
Пет сингъла са издадени за популяризиране на албума: два през 1990 г., два през 1991 г. и един през 1992 г. На 6 ноември 1990 г. излиза Tease Me Please Me, докато на 10 декември излиза Don't Believe Her. И двете песни влизат в „Мейнстрийм Рок Тракс“ в Съединените американски щати, съответно на позиции № 8 и № 13. На 20 януари 1991 г. Wind of Change е издаден като трети сингъл, който за разлика от останалите постига огромен търговски успех. Смята се, че Wind of Change влиза в класациите на 78 държави и в много от тях достига първо място, сред които Германия, Австрия, Белгия (регион Фландрия), Чили, Дания, Франция, Гърция, Израел, Нидерландия, Полша, Норвегия, Швеция и Швейцария. В Съединените американски щати той достига №2 в класацията „Мейнстрийм Рок Тракс“ и №4 в „Билборд Хот 100“ на списание „Билборд“. До юли 2019 г. продажбите на сингъла в световен мащаб са около 15 милиона копия, което го прави един от най-продаваните сингли в света. Send Me an Angel е издаден на 17 септември 1991 г. и достига №8 в „Мейнстрийм Рок Тракс“ и №44 в „Билборд Хот 100“. Въпреки това се представя по-добре в седмичните класации в континенталните европейски страни, след като в няколко от тях се позиционирана сред десетте най-продавани сингъла. Последният издаден сингъл Hit Between the Eyes, е пуснат в продажба на 6 януари 1992 г. и е част от музиката към филма „Беглец в бъдещето“. През август същата година той достига №24 в „Мейнстрийм Рок Тракс“.
Петте сингъла имат видеоклипове и продуцентската компания „Къмпани“ отговаря за три от тях: Tease Me Please Me, Don't Believe Her и Wind of Change. Първият е заснет в Лос Анджелис и режисиран от Джеф Рихтер, докато вторият се от концерт на живо в Хамбург и е режисиран от Уейн Ишам. Този за Wind of Change първоначално трябва да бъде записан на живо в Дортмунд, но в крайна сметка е заснет в Берлин. Компанията „Уиндмийл Лейн Пръдъкшънс“ участва в създаването на Send Me an Angel под диригентството на Майерт Авис. през 1992 г. е заснети и музикалният видеоклип към Hit Between the Eyes, който показва изпълнението на групата на живо с кадри от филма „Беглец в бъдещето“.

### Концертно турне
Промоционалното турне на Crazy World Tour започва на 23 ноември 1990 г. в Брюксел, Белгия. До 31 декември групата изнася десетки концерти в различни страни от континентална Европа, от които се открояват първите им посещения в Гърция (29 ноември), Босна и Херцеговина (1 декември) и Югославия (2 декември). Представянето в Европа продължава през януари 1991 г. с концерти в Обединеното кралство и скандинавските страни, наред с други. На всички европейски дати, „Уингър“ са подгряваща група на „Скорпиънс“. От 20 февруари 1991 г. започва първият етап в Северна Америка в Съединените американски щати и Канада, който продължава до 26 май. До 16 април те са придружени от „Трикстър“ като подгряваща група, а от 18 април към тях се присъединяват „Грейт Уайт“. Успехът на концертите в Северна Америка довежда до удължаване на турнето в Съединените американски щати и Канада от 8 юни до 4 август, където са придружени от „Грейт Уайт“ и „Мистър Биг“, а на определени дати и от Алдо Нова.
„Скорпиънс“ свирят отново в Европа от 27 септември и обикалят континента до 13 ноември. В тази част те са придружени от „Тесла“ като подгряваща група, а в последните пет изпълнения в Германия, с друга група от Лос Анджелис. Още през декември „Скорпиънс“ изпълняват в четири града в Япония и след повече от 180 концерта, турнето завършва на 7 декември 1991 г. в Осака. В допълнение към видеоклиповете, записани на някои изпълнения за популяризиране на албума, концертът от 5 декември 1990 г. в Берлин е записан на видеокасета и издаден през следващата година Crazy World Tour Live.

## Коментари на критиците
Crazy World получава положителни отзиви от специализираната преса, както от тогавашната, така и от съвременната. „Билборд“ коментира: „Въпреки че групата е толкова силна, колкото винаги, Олсън внася поп чувствителност към проекта, което би трябвало да предвещава добри възможности за излъчване.“ Списанието също признава сътрудничеството с Джим Валанс като „представляващо звука, готов за радио“ и нарича първия им сингъл, Tease Me Please Me, „закачлив“. Допълнително, Джеф Кларк-Мийдс, редактор на европейските новини на същото списание, квалифицира албума като на „подходящ, пикантен и изпипан“. Кент Цимерман от „Гейвин Репорт“ споменава, че е „умишлено силен, добре инсцениран, изключително добре изигран“. В своя анализ той разглежда Wind of Change като „оптимистично и вълнуващо парче“, Crazy World като такова, „което разширява тази визия в нова световна схема на нещата“ и Send Me an Angel като „обнадеждаващо“, превръщайки „Лудия свят“ в цялостна мисъл. Канадското издание „Ар Пи Ем“ го нарича „зареден, яростен и странно музикален албум (...) албум, достоен за внимание, независимо от личния вкус“ и че „изглежда предопределен да постигне успеха на миналите си записи“. И също така се посочват Money and Fame, To Be With You in Heaven и Wind of Change като „песни, които се класират високо“.
Американският „Си Ем Джей Ню Мюзик Репорт“ оценява, че сътрудничеството на Кийт Олсън и Джим Валънс правят албума „безсрамен поп, но е и страхотен рок албум“, чиито „завладяващи рифове и хармонии постигат най-силните мелодии на запис на „Скорпиънс““. Споменавайки" „надяваме се, че Winds Of Change е последното свистящо соло на Клаус!“ и определя албума като „най-добрият им албум от около осем години“. Бари Вебер от „Олмюзик“ отбелязва, че „дори и с металния звук, песните остават мелодични и закачливи“ и изразява мнение, че Wind of Change и Send Me an Angel „са може би две от най-добрите бавни парчета на групата, които могат да се похвалят с успокояваща хармония и текстове“. Завършвайки рецензията си, Вебер отбелязва: „Crazy World си остава най-добрият албум на „Скорпиънс“ от 90-те години и със сигурност ще зарадва своите слушатели.“ Канадският критик Мартин Попоф го определя като „албум-блокбъстър в световен мащаб“. Германецът Гьотц Кюнемунд от „Рок Хард“ коментира, че „разликата в качеството със Savage Amusement е огромна“, „защото китарите най-накрая отново са в светлината на прожекторите, материалът на песента звучи свежо и трябва да си глух, за да не забележиш, че това всъщност е напълно различна група от преди две години.“ Освен това той подчертава Lust or Love, Crazy World и „превъзходната балада Wind of Change“.
Едуардо Ривадавия от „Ултимейт Класик Рок“ пише, че техният резултат „е успешно възкресяване на ретро мелодичния хардрок звук на „Скорпиънс“ от 80-те години, изпъстрен със смели текстове и обрати.“ В своя списък с албуми на групата, подредени от най-лошия до най-добрия за „Ултимейт Класик Рок“, Ривадавия поставя Crazy World на № 11 и коментира по този повод, че: „след като се натъкнаха на Savage Amusement, фокусирани върху поп метъла, „Скорпиънс“ намериха своя път, отново разтърсвайки нещата повсеместно.“ Благодарение на намесата на Олсън и Валанс: „получилият се Crazy World, завършен от мегасингъла Winds of Change, беше като цяло типичният Скорпиънс“.“ В подобна рецензия, Малкълм Доум от „Класик Рок“ го класира на осмо място и го нарича „най-добрият албум на „Скорпиънс“ от 90-те“. Освен това той преглежда съдържанието му: (...) песни като Tease Me, Please Me, Don’t Believe Her и Lust Or Love не биха прозвучали неуместно в Animal Magnetism, а зашеметяващата Send Me An Angel е сред най-добрите балади на групата. Има един или два спада, но това не опозорява наследството на групата.
Стефан Чирази от „Керанг!“ критикува остро албума започвайки с: „Не, не мразя албума на „Скорпиънс“, но и не го обичам.“ Въпреки че „представлява добре свършена работа“, Чирази отбелязва, че „няма нищо шокиращо, нищо вдъхновяващо в групата...“, и изразява недоволството си от музиката в Crazy World. В крайна сметка той го каталогизира като запис, който „е само добър“. В ревю за компилацията Box of Scorpions, Адриен Бегранд от „Попметърс“ смята, че „...беше повече поп метъл като бройки, единственото му спасение беше страстният трибют на Майне към обединена Европа, Wind of Change, тъй като сингълът помогна на албума да се превърне в най-продавания албум на групата.“

## Списък с песните
1. Tease Me Please Me (Матиас Ябс, Джим Валънс, Клаус Майне, Херман Раребел) – 4:44
2. Don´t Believe Her (Рудолф Шенкер, Джим Валънс, Херман Раребел, Клаус Майне) – 4:55
3. To Be With You in Heaven (Рудолф Шенкер, Клаус Майне) – 4:48
4. Wind of Change (Клаус Майне) – 5:10
5. Restless Nights (Рудолф Шенкер, Клаус Майне, Херман Раребел, Джим Валънс) – 5:44
6. Lust or Love (Клаус Майне, Херман Раребел, Джим Валънс) – 4:22
7. Kicks After Six (Францис Буххолц, Джим Валънс, Херман Раребел, Клаус Майне) – 3:49
8. Hit Between the Eyes (Рудолф Шенкер, Херман Раребел, Клаус Майне, Джим Валънс) – 4:33
9. Money and Fame (Матиас Ябс, Херман Раребел) – 5:06
10. Crazy World (Рудолф Шенкер, Клаус Майне, Херман Раребел, Джим Валънс) – 5:08
11. Send Me an Angel (Рудолф Шенкер, Клаус Майне) – 4:34

## Състав
| Музиканти - Клаус Майне – вокали - Рудолф Шенкер – ритъм китара, основна китара и задни вокали - Матиас Ябс – основна китара и ритъм китара - Херман Раребел – барабани - Франсис Буххолц – бас Гост музиканти - Коен ван Баал – клавиши на Wind of Change - Джим Валънс – клавиши на Send Me an Angel - Клаудия Фролинг, Тони Джоануа, Клиф Ролс, Джим Луис и Драйс ван дер Шут – допълнителни вокали Източник на информацията: Обложката на Crazy World и информация от официалния сайт на групата. | Продукция - Кийт Олсън и „Скорпиънс“ – продукция - Кийт Олсън и Ервин Муспер – звуково инженерство - Кийт Олсън, Ервин Муспер и Шей Бейби – смесване - Шей Бейби и Том Флетчър – инженерна помощ в Лос Анджелис - Ати Бау и Алберт Букхолт – инженерна помощ в Хилверсум - Обри Пауъл от „Хипнозис“ и „Холивуд енд Лондон“ – дизайн на обложката - Ванел Хич и Ричард Евънс – фотография - Рос Халфин – снимки на групата |

## Позиция в класациите
| Класация                             | Най-висока позиция | Източник |         |
| 1990 г.                              | 1990 г.            | 1990 г.  | 1990 г. |
| ------------------------------------ | ------------------ | -------- | ------- |
| Австрия                              | 1                  | [ 45 ]   |         |
| Великобритания („Ю Кей Албумс Чарт“) | 27                 | [ 62 ]   |         |
| Германия                             | 1                  | [ 40 ]   |         |
| Гърция                               | 1                  | [ 46 ]   |         |
| Португалия                           | 1                  | [ 47 ]   |         |
| САЩ („Билборд 200“)                  | 21                 | [ 68 ]   |         |
| САЩ („Кеш Бокс Топ 200 Албуми“)      | 17                 | [ 69 ]   |         |
| Унгария                              | 5                  | [ 57 ]   |         |
| Финландия                            | 4                  | [ 54 ]   |         |
| Франция                              | 2                  | [ 48 ]   |         |
| Япония                               | 39                 | [ 73 ]   |         |
| 1991 г.                              |                    |          |         |
| Австралия                            | 49                 | [ 74 ]   |         |
| Дания                                | 2                  | [ 56 ]   |         |
| Европа („Топ 100 Албуми“)            | 3                  | [ 65 ]   |         |
| Италия                               | 6                  | [ 58 ]   |         |
| Канада                               | 20                 | [ 71 ]   |         |
| Нидерландия                          | 6                  | [ 60 ]   |         |
| Норвегия                             | 4                  | [ 59 ]   |         |
| Швеция                               | 6                  | [ 61 ]   |         |
| Швейцария                            | 3                  | [ 52 ]   |         |

| Класация                  | Най-висока позиция | Източник |         |
| 1991 г.                   | 1991 г.            | 1991 г.  | 1991 г. |
| ------------------------- | ------------------ | -------- | ------- |
| Австрия                   | 6                  | [ 122 ]  |         |
| Германия                  | 1                  | [ 123 ]  |         |
| Европа („Топ 100 Албуми“) | 6                  | [ 67 ]   |         |
| Италия                    | 50                 | [ 124 ]  |         |
| Канада                    | 88                 | [ 125 ]  |         |
| Нидерландия               | 16                 | [ 126 ]  |         |
| САЩ („Билборд 200“)       | 17                 | [ 127 ]  |         |
| Швейцария                 | 1                  | [ 128 ]  |         |
| 1992 г.                   |                    |          |         |
| Германия                  | 50                 | [ 129 ]  |         |

### Седмични класации сингли
За синглите Wind of Change и Send Me an Angel, вижте конкретните статии и по конректно разделите „Позиция в класациите“.
| Сингъл               | Класация                              | Най-висока позиция | Източник |
| 1990 г.              | 1990 г.                               | 1990 г.            | 1990 г.  |
| -------------------- | ------------------------------------- | ------------------ | -------- |
| Tease Me Please Me   | САЩ („Мейнстрийм Рок Тракс“)          | 8                  | [ 85 ]   |
| Tease Me Please Me   | Япония                                | 100                | [ 130 ]  |
| 1991 г.              |                                       |                    |          |
| Don't Believe Her    | Великобритания („Ю Кей Сингълс Чарт“) | 77                 | [ 62 ]   |
| Don't Believe Her    | Полша                                 | 6                  | [ 130 ]  |
| Don't Believe Her    | САЩ („Мейнстрийм Рок Тракс“)          | 13                 | [ 85 ]   |
| 1992 г.              |                                       |                    |          |
| Hit Between The Eyes | САЩ („Мейнстрийм Рок Тракс“)          | 24                 | [ 85 ]   |

## Сертификати
| Държава              | Сертифициращ орган                                                                        | Сертификат  | Сертифицирани продажби | Източник |
| -------------------- | ----------------------------------------------------------------------------------------- | ----------- | ---------------------- | -------- |
| Австрия              | Международна федерация на фонографската индустрия – Австрия                               | Платинен    | 50 000                 | [ 131 ]  |
| Белгия               | Международна федерация на фонографската индустрия – Белгия                                | Златен      | 25 000                 | [ 50 ]   |
| Великобритания       | Британска фонографска индустрия                                                           | Сребърен    | 60 000                 | [ 63 ]   |
| Германия             | Федерална асоциация на музикалната индустрия                                              | 2х Платинен | 1 000 000              | [ 42 ]   |
| Гърция               | Международна федерация на фонографската индустрия – Гърция                                | Златен      | 50 000                 | [ 50 ]   |
| Дания                | Международна федерация на фонографската индустрия – Дания                                 | Платинен    | 80 000                 | [ 50 ]   |
| Испания              | Испански музикални продуценти                                                             | Златен      | 50 000                 | [ 50 ]   |
| Италия               | Федерация на италианската музикална индустрия                                             | Златен      | 100 000                | [ 132 ]  |
| Канада               | Канадската асоциация на звукозаписната индустрия                                          | 2х Платинен | 200 000                | [ 72 ]   |
| Мексико              | Мексиканска асоциация на продуцентите на фонограми и видеограми                           | Златен      | 100 000                | [ 75 ]   |
| Нидерландия          | Нидерландска асоциация на производителите и вносителите на носители на изображения и звук | Златен      | 50 000                 | [ 50 ]   |
| Норвегия             | Международна федерация на фонографската индустрия – Норвегия                              | Златен      | 25 000                 | [ 50 ]   |
| САЩ                  | Асоциация на звукозаписната индустрия в Америка                                           | 2х Платинен | 2 000 000              | [ 70 ]   |
| Финландия            | Музикални продуценти                                                                      | Златен      | 25 000                 | [ 55 ]   |
| Франция              | Национален синдикат на фонографските издателства                                          | Платинен    | 300 000                | [ 50 ]   |
| Швеция               | Асоциация на шведската звукозаписна индустрия                                             | Златен      | 50 000                 | [ 50 ]   |
| Швейцария            | Международна федерация на фонографската индустрия – Швейцария                             | 2х Платинен | 150 000                | [ 53 ]   |
| Глобални сертификати |                                                                                           |             |                        |          |
| Европа               | Световни награди                                                                          | Платинен    | 1 000 000              | [ 133 ]  |

## Цитати
1. 1 2  Popoff 2016, с. 128.
2. ↑  Popoff 2016, с. 128 – 128.
3. ↑  Popoff 2016, с. 129 – 130.
4. ↑  Dome, Malcolm. Every Scorpions album ranked from worst to best //  Classic Rock.   loudersound.com, 2022-05-11. Посетен на 2023-05-23. (на английски)
5. ↑  GEIT, STEVE. Scorpions To Head `Savage' Tour (PDF) //  Talent.   Billboard, 1988-08-13. Посетен на 2023-05-23. (на английски)
6. 1 2 3 4 5 6  Bienstock, Richard. Scorpions’ ‘Wind of Change’: The Oral History of 1990’s Epic Power Ballad //   rollingstone.com, 2005-09-02. Посетен на 2023-05-23. (на английски)
7. ↑  Savage Amusement Tour //  Live.   the-scorpions. Посетен на 2023-05-23. (на английски)
8. ↑  MAKE A DIFFERENCE FOUNDATION (PDF) //   Billboard, 1989-11-25. p. 86. Посетен на 2023-05-23. (на английски)
9. ↑  ALBUM DETAILS Best of Rockers 'n' Ballads //  Discography.   the-scorpions.com. Посетен на 2023-05-23. (на английски)
10. ↑  VIDEO TRACK (PDF) //  Music video.   Billboard, 1989-12-02. Посетен на 2023-05-23. (на английски)
11. 1 2 3 4  Popoff 2016, с. 140.
12. 1 2 3 4  Popoff 2016, с. 141.
13. ↑  Popoff 2016, с. 141 – 142.
14. 1 2 3 4 5  Popoff 2016, с. 142.
15. 1 2 3  Scorpions – Crazy World //  Scorpions – Crazy World.   discogs.com. Посетен на 2023-05-23. Label:	Mercury – 846 908-2 (на английски)
16. 1 2 3 4 5 6 7 8  Popoff 2016, с. 153.
17. ↑  Crazy World //   jimvallance.com.  Архивиран от оригинала на 2023-06-04. Посетен на 2023-05-23. (на английски)
18. ↑  Popoff 2016, с. 142 – 143.
19. 1 2  Popoff 2016, с. 143.
20. 1 2 3  Weber, Barry. Crazy World Review by Barry Weber //  Scorpions.   allmusic.com. Посетен на 2023-05-23. (на английски)
21. 1 2  Popoff 2016, с. 144.
22. ↑  Tease Me Please Me //   jimvallance.com.  Архивиран от оригинала на 2023-06-06. Посетен на 2023-05-23. (на английски)
23. 1 2 3 4  Popoff 2016, с. 145.
24. 1 2  Rudolf Schenker //   tronicaltune.com. Посетен на 2023-05-23. (на английски)[неработеща препратка]
25. 1 2 3 4 5  Popoff 2016, с. 151.
26. 1 2  Popoff 2016, с. 148.
27. ↑  Popoff 2016, с. 150.
28. ↑  Crazy World //    Архивиран от оригинала на 2023-05-02. Посетен на 2023-05-25. (на немски)
29. ↑  Scorpions – Deadly Sting //  Scorpions.   discogs.com. Посетен на 2023-05-30. EMI France – 483 275-2 (на английски)
30. ↑  Scorpions – Edge Of Time //  Scorpions.   discogs.com. Посетен на 2023-05-30. EMI Electrola – SCORPS 4 (на английски)
31. ↑  Scorpions – Deadly Sting: The Mercury Years //  Scorpions.   discogs.com. Посетен на 2023-05-30. Mercury – 314 536 285-2, Chronicles – 314 536 285-2 (на английски)
32. ↑  Hinter den Kulissen: Sebastian Krüger – Maskottchen bereichern das Leben, Interview von Felix Mescoli. Rock Hard (398): S. 74. 2020-07.
33. ↑  Popoff 2016, с. 71.
34. ↑  Animal Magnetism - album 1980 //   hipgnosiscovers.com. Посетен на 2023-05-25. (на английски)
35. ↑  Crazy World - album 1990 //   hipgnosiscovers.com. Посетен на 2023-05-25. (на английски)
36. 1 2  Crazy World //  DISCOGRAPHY.   the-scorpions.com. Посетен на 2023-05-26. (на английски)
37. ↑  HALBERSBERG, ELIANNE. Scorpions Living In `Crazy World' (PDF) //   Billboard, 1990-12-01. Посетен на 2023-05-26. (на английски)
38. ↑  HENDERSON, ALEX. HEAVY METAL (PDF) //   Cash Box, 1990-09-01. Посетен на 2023-05-26. (на английски)
39. ↑  Interview with Herman Rarebell. Saarbrücken Zeitung. 1991.
40. 1 2  Crazy World Album //  Scorpions.   offiziellecharts.de. Посетен на 2023-05-26. (на немски)
41. ↑  SPAHR, WOLFGANG. PolyGram, WEA Are Top Spins In Germany (PDF) //  International.   Billboard, 1991-08-17. Посетен на 2023-05-26. (на английски)
42. 1 2  GOLD-/PLATIN-Datenbank //   musikindustrie.de. Посетен на 2023-05-26. (на немски)
43. ↑  WEINERT, ELLIE. German Charts See Greater Anglo-American Influence (PDF) //  International.   Billboard, 1992-01-11. Посетен на 2023-05-26. (на английски)
44. 1 2  GERMAN HEAVY METAL ACTS RECEIVING MORE LIGHTWEIGHT SUPPORT WORLDWIDE (PDF) //  Artists & Music.   Billboard, 1992-02-29. Посетен на 2023-05-26. (на английски)
45. 1 2  Scorpions - Crazy World //   austriancharts.at. Посетен на 2023-05-26. (на английски)
46. 1 2  Top 10 in Europe (PDF) //   Music and Media, 1990-12-22. p. 52. Посетен на 2023-05-26. (на английски)
47. 1 2  CRAZY WORLD //  SCORPIONS Discography.   rockdetector.com.  Архивиран от оригинала на 2007-12-30. Посетен на 2023-05-26. (на английски)
48. 1 2  Le Détail des Albums de chaque Artiste //   infodisc.fr. Посетен на 2023-05-26. Вие трябва да изберете SCORPIONS от падащото меню (на френски)
49. ↑  LEGRAND, EMMANUEL. P'Gram Leads Sluggish French Market (PDF) //  International.   Billboard, 1992-03-14. Посетен на 2023-05-26. (на английски)
50. 1 2 3 4 5 6 7 8 9 10 11  1991 - The Years of the Scorpions //   Music and Media. p. Последната страница. Посетен на 2023-05-26. (на английски)
51. ↑  Les Meilleures Ventes de CD / Albums "Tout Temps" //   infodisc.fr. Посетен на 2023-05-26. (на френски)
52. 1 2  Scorpions – Crazy World //   hitparade.ch. Посетен на 2023-05-26.
53. 1 2  Suche nach: scorpions //  Die Datenbank enthält alle Edelmetallauszeichnungen seit 1989.   hitparade.ch. Посетен на 2023-05-26. (на английски)
54. 1 2  Pennanen 2021, с. 229.
55. 1 2  Scorpions //  Ulkomaiset kulta- ja platinalevyt.   ifpi.fi. Посетен на 2023-05-26.
56. 1 2  EUROPEAN AIRPLAY TOP 50 (PDF) //  DENMARK.   Music and Media, 1991-08-03. p. 20. Посетен на 2023-05-26. (на английски)
57. 1 2  Archívum › Kereső - előadó/cím szerint //  Album Top 40 slágerlista.   slagerlistak.hu. Посетен на 2023-05-26. Вие трябва да Напишете SCORPIONS в Előadó/cím: (на унгарски)
58. 1 2  TOP 10 SALES IN EUROPE (PDF) //   Music and Media, 1991-08-24. Посетен на 2023-05-26. (на английски)
59. 1 2  SCORPIONS - CRAZY WORLD (ALBUM) //   norwegiancharts.com. Посетен на 2023-05-26. (на английски)
60. 1 2  Scorpions - Crazy World //   dutchcharts.nl. Посетен на 2023-05-26. (на английски)
61. 1 2  SCORPIONS - CRAZY WORLD (ALBUM) //   swedishcharts.com. Посетен на 2023-05-26. (на английски)
62. 1 2 3  SCORPIONS //  Albums.   officialcharts.com. Посетен на 2023-05-26. (на английски)
63. 1 2  Scorpions Crazy World //   bpi.co.uk. Посетен на 2023-05-26. (на английски)
64. ↑  European Top 100 Albums (PDF) //   Music and Media, 1990-11-24. p. VIII (15). Посетен на 2023-05-26. (на английски)
65. 1 2  European Top 100 Albums (PDF) //   Music and Media, 1991-09-07. p. 27. Посетен на 2023-05-29. (на английски)
66. ↑  European Top 100 Albums (PDF) //   Music and Media, 1992-02-29. p. 35. Посетен на 2023-05-29. (на английски)
67. 1 2  Music & Media Year-End Awards (PDF) //   Music and Media, 1991-12-21. p. 19-24. Посетен на 2023-05-29. (на английски)
68. 1 2  Chart History Scorpions The Billboard 200 //   billboard.com. Посетен на 2023-05-29. (на английски)
69. 1 2  Top 200 Albums (PDF) //   Cash Box, 1990-12-15. Посетен на 2023-05-29. (на английски)
70. 1 2  Gold & Platinum //  SCORPIONS.   riaa.com. Посетен на 2023-04-11. (на английски)
71. 1 2  RPM Weekly - 3 Aug 1991 (PDF) //   RPM. Посетен на 2023-05-29. (на английски)
72. 1 2  Gold/Platinum //   musiccanada.com. Посетен на 2023-05-29. SCORPIONS CRAZY WORLD (на английски)
73. 1 2  CRAZY WORLD //  SCORPIONS Discography.   rockdetector.com.  Архивиран от оригинала на 2007-12-30. Посетен на 2023-05-29. (на английски)
74. 1 2  SCORPIONS - CRAZY WORLD (ALBUM) //   australian-charts.com. Посетен на 2023-05-29. (на английски)
75. 1 2  Certificaciones //   amprofon.com.mx. Посетен на 2023-05-29. Вие трябва да напишете scorpions в полето Filter: (на испански)
76. ↑  Hans Ebert и Adam White. Eight Key Nations Form a Bridge to Growth (PDF) //   Billboard, 1992-08-22. p. S-2. Посетен на 2023-05-29. (на английски)
77. ↑  Scorpions follow wind of change (pdf) //   New Straits Times, 1993-08-28. Посетен на 2023-11-28. (на английски)
78. ↑  PolyGram'sprofitsupsignificantlyover'90 (PDF) //   RPM, 1992-04-04. Посетен на 2023-05-29. (на английски)
79. 1 2  Popoff 2016, с. 137.
80. ↑  Weber, Barry. Artist Biography by Barry Weber //  Biography.   allmusic.com. Посетен на 2023-05-09. (на английски)
81. ↑  FLICK, LARRY. Scorpions Haven't Lost Their Sting (PDF) //  Artists & Music.   Billboard, 1993-10-09. p. 14. Посетен на 2023-05-29. (на английски)
82. ↑  Popoff 2016, с. 152.
83. ↑  Tease Me Please Me //  DISCOGRAPHY.   the-scorpions.com. Посетен на 2023-05-30. (на английски)
84. ↑  Don’t Believe Her //  DISCOGRAPHY.   the-scorpions.com. Посетен на 2023-05-30. (на английски)
85. 1 2 3 4 5 6 7  Scorpions Mainstream Rock Airplay //  Chart History.   billboard.com. Посетен на 2023-05-30. (на английски)
86. ↑  Wind Of Change //  DISCOGRAPHY.   the-scorpions.com. Посетен на 2023-05-30. (на английски)
87. ↑  Brasseler, Jana-Sophie. Scorpions: Wind of Change //   abendblatt.de, 2009-10-02. Посетен на 2023-05-30. (на немски)
88. ↑  SCORPIONS WIND OF CHANGE SINGLE //   offiziellecharts.de. Посетен на 2023-05-30. (на немски)
89. ↑  SCORPIONS - WIND OF CHANGE //   austriancharts.at. Посетен на 2023-05-30. (на немски)
90. ↑  SCORPIONS - WIND OF CHANGE //   ultratop.be. Посетен на 2023-05-30. (на френски)
91. 1 2  Scorpions – Wind Of Change (Radio Edit) Format: Vinyl, 7", Single, 45 RPM Country: UK //    Архивиран от оригинала на 2013-12-02. Посетен на 2023-05-30. (на английски)
92. ↑  Top 10 Denmark (PDF page=20) //   worldradiohistory.com, 1991-07-27. Посетен на 2023-05-30. (на английски)
93. ↑  S SCORPIONS - WIND OF CHANGE (CHANSON //   lescharts.com. Посетен на 2023-05-30. (на френски)
94. ↑  Scorpions ((DEU)) Wind Of Change //   top40.nl. Посетен на 2023-05-30. (на нидерландски)
95. ↑  Wind of Change Scorpions //   lp3.pl. Посетен на 2023-05-30. (на полски)
96. ↑  SCORPIONS - WIND OF CHANGE (SONG) //   norwegiancharts.com. Посетен на 2023-05-30. (на английски)
97. ↑  SCORPIONS - WIND OF CHANGE (SONG) //   swedishcharts.com. Посетен на 2023-05-30. (на английски)
98. ↑  SCORPIONS WIND OF CHANGE SINGLE //   swisscharts.com. Посетен на 2023-05-30. (на английски)
99. 1 2  Scorpions Billboard Hot 100 //  Chart History.   billboard.com. Посетен на 2023-05-29. (на английски)
100. ↑  SCORPIONS - SEND ME AN ANGEL //   ultratop.be. Посетен на 2023-05-30. (на нидерландски)
101. ↑  Hit Between The Eyes //  DISCOGRAPHY.   the-scorpions.com. Посетен на 2023-05-30. (на английски)
102. ↑  VIDEO TRACK (PDF) //  MUSIC VIDEO.   Billboard, 1990-10-20. Посетен на 2023-05-30. (на английски)
103. 1 2  VIDEO TRACK (PDF) //  MUSIC VIDEO.   Billboard, 1991-01-05. Посетен на 2023-05-30. (на английски)
104. ↑  NEW VIDEOCLIP (PDF) //  CLIP LIST.   Billboard, 1991-10-12. Посетен на 2023-05-30. (на английски)
105. ↑  Scorpions: Hit Between the Eyes //   imdb.com. Посетен на 2023-05-30. (на английски)
106. 1 2 3  Crazy World Tour //  Live.   Посетен на 2023-05-30. (на английски)
107. ↑  HENDERSON, ALEX. ROCK (PDF) //   Cash Box, 1991-06-01. Посетен на 2023-05-30. (на английски)
108. ↑  Crazy World Tour Live //  DISCOGRAPHY.   the-scorpions.com. Посетен на 2023-05-30. (на английски)
109. 1 2  Kühnemund, Götz. SCORPIONS Crazy World //  Reviews.   rockhard.de.  Архивиран от оригинала на 2023-05-13. Посетен на 2023-05-30. (на немски)
110. ↑  Popoff 2005, с. 387.
111. ↑  Larkin 2006, с. 1976.
112. ↑  SCORPIONS Crazy World (PDF) //  ALBUM REVIEWS.   Billboard, 1990-11-10. Посетен на 2023-05-30. (на английски)
113. ↑  CLARK-MEADS, JEFF. BILLBOARD'S EDITORS AND WRITERS (PDF) //  The Critics' Choice.   Billboard, 1991-12-21. Посетен на 2023-05-31. (на английски)
114. ↑  ZIMMERMAN, KENT. CRAZY WORLD - SCORPIONS (MERCURY) (PDF) //  ALBUMS NEW RELEASES.   Gavin Report, 1990-11-09. Посетен на 2023-05-31. (на английски)
115. ↑  SCORPIONS Crazy World (PDF) //  ALBUMS.   RPM, 1990-12-08. Посетен на 2023-05-31. (на английски)
116. ↑  SCORPIONS Crazy World (PDF) //  LOUD ROCK PICKS!!!.   CMJ New Music Report, 2023-05-31. Посетен на 2023-05-31. (на английски)
117. ↑  Rivadavia, Eduardo. How Scorpions Welcomed Fans to a New Decade on ‘Crazy World’ //   ultimateclassicrock.com, 2015-11-06. Посетен на 2023-05-31. (на английски)
118. ↑  Rivadavia, Eduardo. Scorpions Albums Ranked Worst to Best //   ultimateclassicrock.com, 2015-09-18. Посетен на 2023-05-31. (на английски)
119. ↑  Dome, Malcolm. Every Scorpions album ranked from worst to best //  Features.   loudersound.com, 2022-05-11. Посетен на 2023-05-31. (на английски)
120. ↑  Popoff 2016, с. 151 – 152.
121. ↑  Begrand, Adrien. Scorpions: Box of Scorpions //   popmatters.com, 2004-05-27. Посетен на 2023-05-31. (на английски)
122. ↑  JAHRESHITPARADE ALBEN 1991 //  JAHRESHITPARADEN.   austriancharts.at. Посетен на 2023-06-07. (на немски)
123. ↑  Top 100 Album-Jahrescharts //  Offizielle Deutsche Charts.   offiziellecharts.de. Посетен на 2023-06-07. (на немски)
124. ↑  Gli album più venduti del 1991 //   hitparadeitalia.it. Посетен на 2023-06-07. (на италиански)
125. ↑  Top Albums/CDs - Volume 55, No. 3, December 21 1991 (PDF) //   RPM, 1991-12-21.  Архивиран от оригинала на 2015-05-18. Посетен на 2023-06-07. (на английски)
126. ↑  JAAROVERZICHTEN - Album 1991 //  Hitstatistieken.   dutchcharts.nl. Посетен на 2023-06-07. (на нидерландски)
127. ↑  Top Albums Artists (PDF) //  The Year in Music 1991.   Billboard, 1991-12-21. Посетен на 2023-06-07. (на английски)
128. ↑  Schweizer Jahreshitparade 1991 //   hitparade.ch. Посетен на 2023-06-07. (на английски)
129. ↑  Top 100 Album-Jahrescharts //  Offizielle Deutsche Charts.   offiziellecharts.de. Посетен на 2023-06-07. (на немски)
130. 1 2  Song artist 648 – The Scorpions //  Chart Entries.   www.tsort.info. Посетен на 2023-06-07. (на английски)
131. ↑  Gold & Platin //  Verband der Österreichischen Musikwirtschaft - IFPI Austria.   ifpi.at. Посетен на 2023-06-07. (на английски)
132. ↑  NO STING IN THIS TALE (PDF) //  ITALY.   Music and Media, 1991-11-30. p. 9 (8). Посетен на 2023-06-07. (на английски)
133. ↑  European Top 100 Albums (PDF) //   Music and Media, 1991-07-20. p. 23. Посетен на 2023-06-07. (на английски)